# Alfred Genser
Alfred Genser, även känd som Alfred Genserik Pettersson, född 19 november 1849 i Solna församling, Stockholms län, död 25 november 1912 i Svenska kyrkan i Hamburg, Tyskland, var en svensk språklärare och kompositör.

## Kompositioner

### Sånger
- Jag vet en flicka, som i mantal står, utgiven på Abr. Lundquist, Stockholm.[4]

- Mirzalas sånger, text ur Herman Sätherbergs dikt Kalifens äventyr, utgiven på Abr. Lundquist, Stockholm.[5]

- Tre sånger, utgiven på Abr. Lundquist, Stockholm.[6]

1. Vårtoner "Det glittrar i klara bäckar".
2. Fråga "Bäcken sorlar sin ban"
3. Sången "Himlamakt englavakt"

- Tre sånger, utgiven på Elkan & Schildknecht.[7]

1. Blomman på grafven.
2. Polska "Kunna de jag som lilla sparfven grå".
3. Visa "Jag vet en flicka som i mantal står".

- Barcarole, för sopran och mezzosopran, utgiven på Elkan & Schildknecht.[8]

- Fyra sånger, utgiven på Elkan & Schildknecht.[9]

1. Vårvisa.
2. Vaggvisa
3. Den sjuttonårgia
4. Fjärilen och rosen.

- Drei Lieder, för sång och pianoforte, utgiven på Max Leichssenning, Hamburg.[10]

1. Lied, text av Charmisso.
2. Die Tage dem Rosen, text av O. Roquette.
3. Die Sternschnappe , text av Friedrich von Sallet.

- Sechs Lieder, utgiven på Max Leichssenning, Hamburg.[11]

### Kör
- Gotländskt Folklif, kvartetter för manskör, text av J. P. Wallin, tillägnad Visby bollklubb av Albert Hermansson.[12]

- Necken, för kör och sopransolo, text av Stagnelius, utgiven på Elkan & Schildknecht.[13]